# بيل كيلوغ
بيل كيلوغ (بالإنجليزية: Bill Kellogg)‏ هو لاعب كرة قاعدة أمريكي، ولد في 25 مايو 1884 في ألباني في الولايات المتحدة، وتوفي في 12 ديسمبر 1971 في بالتيمور في الولايات المتحدة.

## وصلات خارجية
- بيل كيلوغ على موقعبيزبول رفرنس.كوم (الدوري الرئيسي) (الإنجليزية)
- بيل كيلوغ على موقعبيزبول رفرنس.كوم (الدوري الثانوي) (الإنجليزية)